# Odontria epomeas
Odontria epomeas är en skalbaggsart som beskrevs av Lewis 1903. Odontria epomeas ingår i släktet Odontria och familjen Melolonthidae. Inga underarter finns listade i Catalogue of Life.